# Elaeodopsis girardi
Elaeodopsis girardi är en fjärilsart som beskrevs av François Louis Nompar de Caumont de Laporte 1972. Elaeodopsis girardi ingår i släktet Elaeodopsis och familjen nattflyn. Inga underarter finns listade i Catalogue of Life.